# 赤堀又次郎
赤堀 又次郎（あかほり またじろう、1866年10月18日〈慶応2年9月10日〉 - 1945年〈昭和20年〉）は、日本の国学者、国語学者、書誌学者、図書館学者。

## 生涯
明治10年代初頭の東京大学文学部は、洋学尊重の時代的風潮に影響されて和漢文学を専攻する学生は乏しかった。これを憂えた小中村清矩の献策に基づいて、文学部に古典講習科が付設された。赤堀はここに入学し、修業年限3年の後に卒業した。本科に比してこの科に学ぶものが多く、落合直文らの実力を有する学者が輩出して、古典研究の発展に寄与するものが少なくなかった。
1888年（明治21年）創立の私立言語取調所（会長伊達宗城）で、のちに『国語学書目解題』として出版される書籍の編纂に、林 美、落合直澄、逸見仲三郎とともに着手したが出版に至らず、1890年（明治23年）10月9日に取調所の図書、器具、金員の帝国大学への寄付が願い出られて許されたときに、この初稿も含まれていた。赤堀は大学で引き続き、この原稿を仕上げ1891年、1894年に出版を試みたものの成らなかった。1897年（明治30年）9月、東京帝国大学文科大学に国語研究室が置かれた際に、原稿もここに属することになり、さらに校訂を加えて出版するに至った。1898年（明治31年）から1900年（明治33年）9月の時期には講師の身分となっている。この間、国学者として東京専門学校文学科で有職故実を講じている。

## 業績

### 図書館運営に関与
1894年（明治27年）3月24日には、日本図書館協会幹事に選出され、また協会機関紙発行調査委員も務めて協会の運営に深く関わった。
1904年（明治37年）10月10日、早稲田大学（1902年（明治35年）に東京専門学校から改称）図書館の商議員を嘱托される。これ以降、早稲田大学図書館をしばしば訪れ、また館長の市島春城（謙吉）も赤堀と相談しながら蔵書の整備や運営を行っている。
日本図書館協会会員氏名録（1917年（大正6年）3月）によると、特別会員となっており、当時の住所は東京市牛込区加賀町2-15 である。

### 国書刊行会で尽力
市島が国書刊行会の事業に取り組むことになり、赤堀も国書刊行会の評議員を務め運営に尽力する。後年、刊行会が解散し実質的な後継企業として続群書類従完成会が設立された際には、そのスタッフを務めた。

## 人物
赤堀は気難しい性格の人間だった。山田孝雄の回想によると、「上田萬年の家に居候になりながら、自分の家が上田家の主人筋に当たるということで、少しも遠慮せずに「こんな不味い味噌汁が食えるか」というようなことを言うので、奥さんが手を焼いたらしい」という。
『国語学書目解題』は、国語学史における主要解題書としてしばしば引用されてきたが、これの出版を機に上田萬年とは絶交状態になった。同じく山田孝雄の回想によると、「上田は国語研究室の名で出すつもりだったが、赤堀が「自分が専ら骨を折ったものだから」と自分の名前で出版してしまったので、上田の不興を買った」という。

## 家族
国学者・赤堀象万侶の二男で、伊勢国一志郡久居（現・三重県津市）の赤堀家の養子となっていた。
父の象万侶は幕末まで尾張国丹羽郡犬山の針綱神社の神官で、維新後は美濃国武儀郡関の春日神社の祀官を務める国学者であった。
妻の三子は、赤堀と東京大学文学部附属古典講習科の同期生で鹿島則文の長男である則泰の妹である。

## 著書

### 単著
- 『国語学書目解題』吉川半七、1902年。
  - 『国語学書目解題』勉誠社、1976年。
- 『平家物語選釈（早稲田大学卅七年度文学教育科第二学年講義録）』（赤堀又次郎 述）早稲田大学出版部、1904年。
- 『忠烈美譚』東京国民書院、1909年。
- 『御即位及大嘗祭』大八洲学会、1914年。
- 『御即位及大嘗祭』（再版）御即位記念協会、1915年。
- 『唯心史観』国史講習会、1921年。
- 『唯心史観』雄山閣、1923年。
- 『仏教史論』富山房、1923年。
- 『社寺の経営』武蔵野書院、1926年。
- 『日本文学者年表 第1冊』（改訂）武蔵野書院、1926年。
- 『日本文学者年表 第1冊  訂』（増訂改版）武蔵野書院、1926年。
  - 森洽蔵 編『日本文学者年表』（今園国貞 補）日本図書センター、1979年。
  - 【参考】：森洽蔵 編『日本文学者年表 續篇』（今園国貞 補、赤堀又次郎 序）大日本図書、1919年。
- 『読史随筆』中西書房、1928年。
- 『忠烈美譚 戦場秘話』戦記名著刊行会〈戦記名著集 : 熱血秘史  第3巻〉、1929年。
- 『伊勢神宮遷宮物語』文芸社、1929年。
- 『温古随筆 公卿年表』1929年。
- 『紙魚の跡』民友社、1930年。
- 『衣食住の変遷 第1』ダイヤモンド社出版部、1932年。
- 『国体及国史のはなし』富山房、1936年。
- 『有職故實（東京專門學校文學科第五回一部講義録）』（赤堀又次郎 講述）東京専門学校出版部。

### 雑誌
- 「寧楽の観音研究」『日本及日本人』第232巻、政教社、1931年9月、69 - 74頁。

### 共著
- 金田敬義『解剖したる中華民国』文芸社、1932年。

### 編著
- 『近体日本文抄』同盟書房、1891年。
- 『日本文学者年表 第1冊』大日本図書、1902年。
- 『日本文学者年表 第1冊』大日本図書、1902年。別版
- 『漢文読方集成』東洋社、1903年。
- 『心学叢書 第1編』博文館、1904年。
- 『心学叢書 第2編』博文館、1904年。
- 『心学叢書 第3編』博文館、1904年。
- 『心学叢書 第4編』博文館、1904年。
- 『心学叢書 第5編』博文館、1904年。
- 『心学叢書 第6編』博文館、1904年。
- 『徳川時代商業叢書 第1』1913年。
  - 『徳川時代商業叢書 第1』名著刊行会、1965年。
- 『徳川時代商業叢書 第2』1913年。
  - 『徳川時代商業叢書 第2』名著刊行会、1965年。
- 『徳川時代商業叢書 第3』1913年。
  - 『徳川時代商業叢書 第3』名著刊行会、1965年。
- 『日光山東照宮三百年祭』やまと新聞宇都宮支局、1915年。

### 共編
- 田中稲城 編『日本歴史 : 中等教科  前』文学社、1893年。
- 田中稲城 編『日本歴史 : 中等教科  後』文学社、1893年。
- 田中稻城 編『日本歴史 : 中等教科 前篇』（訂正再版）文學社、1896年。
- 千秋季隆 編『平家物語 : 国文綱要』東京専門学校出版部、1901年。

### 校訂
- 『語学叢書 第1編』東洋社、1901年。
- 『平家物語 : 校訂標註  上編』（赤堀又次郎 校註）平民書房、1907年。